# Senatobia (Mississippi)
Senatobia település az Amerikai Egyesült Államok Mississippi államában, Tate megyében, melynek megyeszékhelye is. Lakosainak száma 8354 fő (2020. április 1.).

## Népesség
A település népességének változása:

| 2010 | 8 165 |
| 2020 | 8 354 |